# پلی‌تیونیک اسید

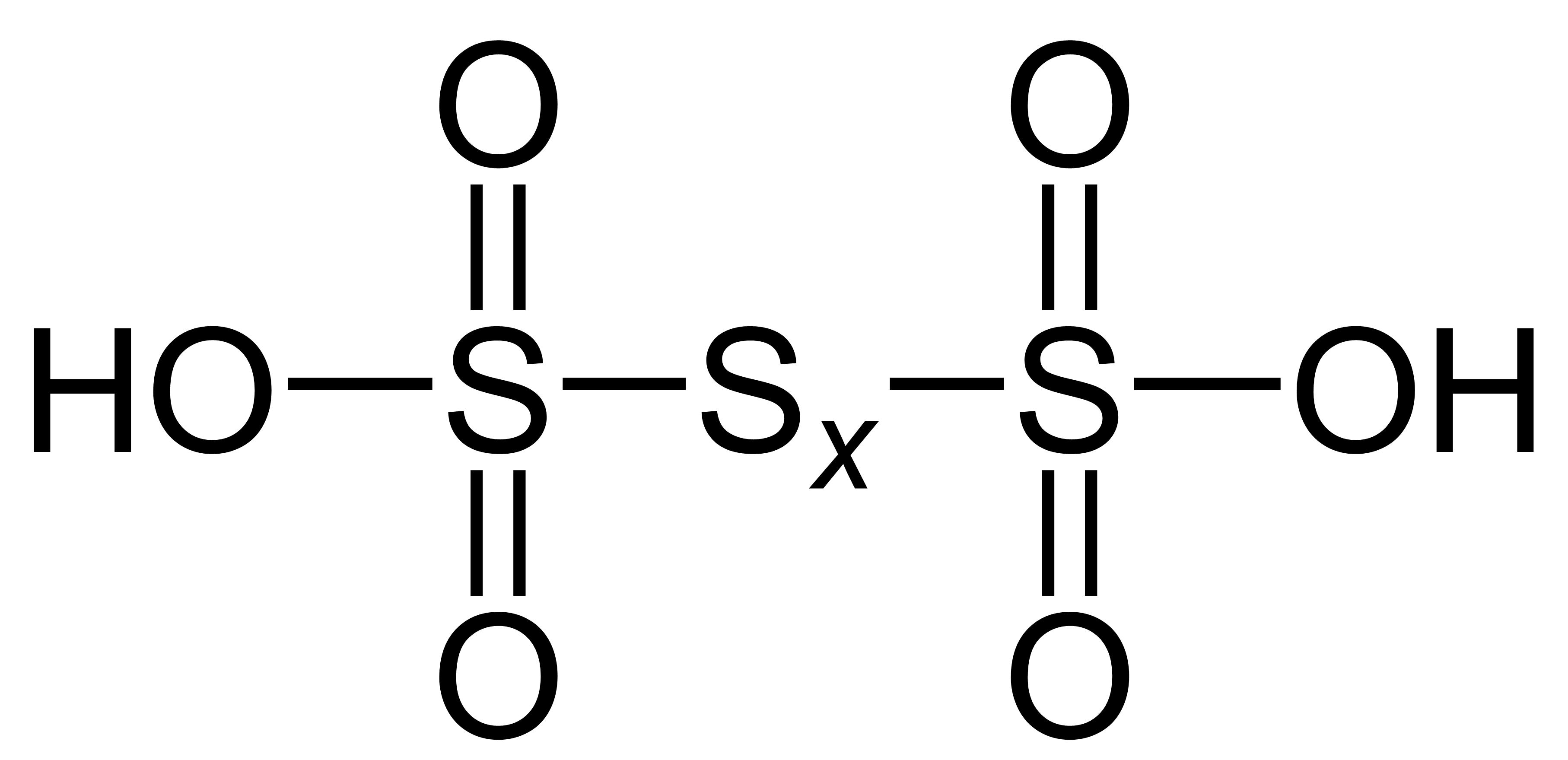
فرمول ساختاری پلی‌تیونیک اسید

پلی‌تیونیک اسید یک اکسی‌اسید است که از زنجیره مستقیمی از اتم های گوگرد تشکیل شده و دارای فرمول شیمیایی Sn(SO3H)2 (n> 2) هستند. 